# Шэнь Цунвэнь
Шэнь Цунвэ́нь (кит. трад. 沈從文, упр. 沈从文, пиньинь Shěn Cóngwén), детское имя Шэнь Юэхуа́нь (кит. трад. 沈岳煥, упр. 沈岳焕, пиньинь Shěn Yuèhuàn, 28 января 1902 — 10 мая 1988) — китайский писатель, журналист, искусствовед.

## Биография
Шэнь Цунвэнь происходил из народности мяо. В уездном училище овладел китайским литературным языком. С 1918 служил в местных частях китайской армии в должности начальника библиотеки, много занимался самообразованием. Наряду с китайской классикой и простонародной литературой его интересовали произведения просветительской и демократической направленности, переводы западных авторов. Внимание Шэнь Цунвэня привлекала новая китайская литература, родившаяся в ходе начавшейся в 1917—1918 «литературной революции» (вэньсюэ гэмин). Наибольшее влияние на его становление как писателя оказало творчество Лу Синя и его последователей из «Литературного сообщества», способствовавшее формированию таких черт его произведений, как жизненная правдивость, человечность, любовь к родному краю и его обитателям.
В 1923 Шэнь Цун-вэнь уезжает в Пекин для учёбы в университете. Из-за материальных трудностей он начинает работать в литературных приложениях к газетам. В 1926 выходит первый сборник его рассказов, эссе и стихов «Яцзы» («Утка»). В 1927 Шэнь Цунвэнь приезжает в Шанхай, где начинает преподавательскую работу в средних и высших учебных заведениях, которую продолжал почти всю свою жизнь. Одновременно он вместе с др. молодыми литераторами Ху Епинем, Дин Лин и др. издает и редактирует литературные приложения к ведущим газетам, где публикует свои новые произведения (главным образом рассказы). В 1927—1928 они выходят в Шанхае: «Мигань» («Медовые апельсины»), «Лаоши жэнь» («Скромные люди»), «Жу у хоу» («В армии»), повесть «Алисы Чжунго юцзи» («О путешествии Алисы по Китаю»). Благодаря такому интенсивному творчеству Шэнь Цунвэнь заслужил у критиков прозвище «Дочань Цзоцзя» (Многописец). До 1949 им было опубликовано свыше 70 кн.: художественных произведений (повестей, рассказов, стихов), эссе, сборников публицистических и литературоведческих статей, автобиографических и эпистолярных. А в 1980—1990-х, при жизни писателя и после его смерти, вышло несколько многотомных собраний его сочинений.
В истории новейшей китайской лит-ры Шэнь Цун-вэнь остался прежде всего как новеллист, причем превалирует мнение, что при известных различиях манеры и стиля писателя между его ранними и поздними произведениями, его творчеству присуще идейно-художественное единство. Оно отмечено яркой печатью авторской индивидуальности. На протяжении многих лет главным предметом изображения писателя была его родная Западная Хунань. Писатель досконально знал местных людей — их быт, менталитет, верования и устремления; с первых страниц ощущалось, что он, не закрывая глаза на присущие многим из них слабости и предрассудки, стремится оттенить то лучшее, человечное, что таится в их душах, порой прибегая к идеализации и поэтизации. Так, в рассказе «Фуфу» («Супруги», 1929) толпа консервативно настроенных крестьян готова расправиться с уличенной в «прелюбодеянии» молодой парой. Однако, когда выясняется, что юноша и девушка — новобрачные, совершающие ритуальный обход родственников и сбившиеся с дороги, настроение толпы меняется и люди стараются помочь им. Под влиянием фольклора аборигенов Шэнь Цунвэнь создает произведения, проникнутые романтикой с оттенком мистицизма, напр, повесть «Шэнь у чжи ай» («Любовь шамана и колдуньи», 1929).

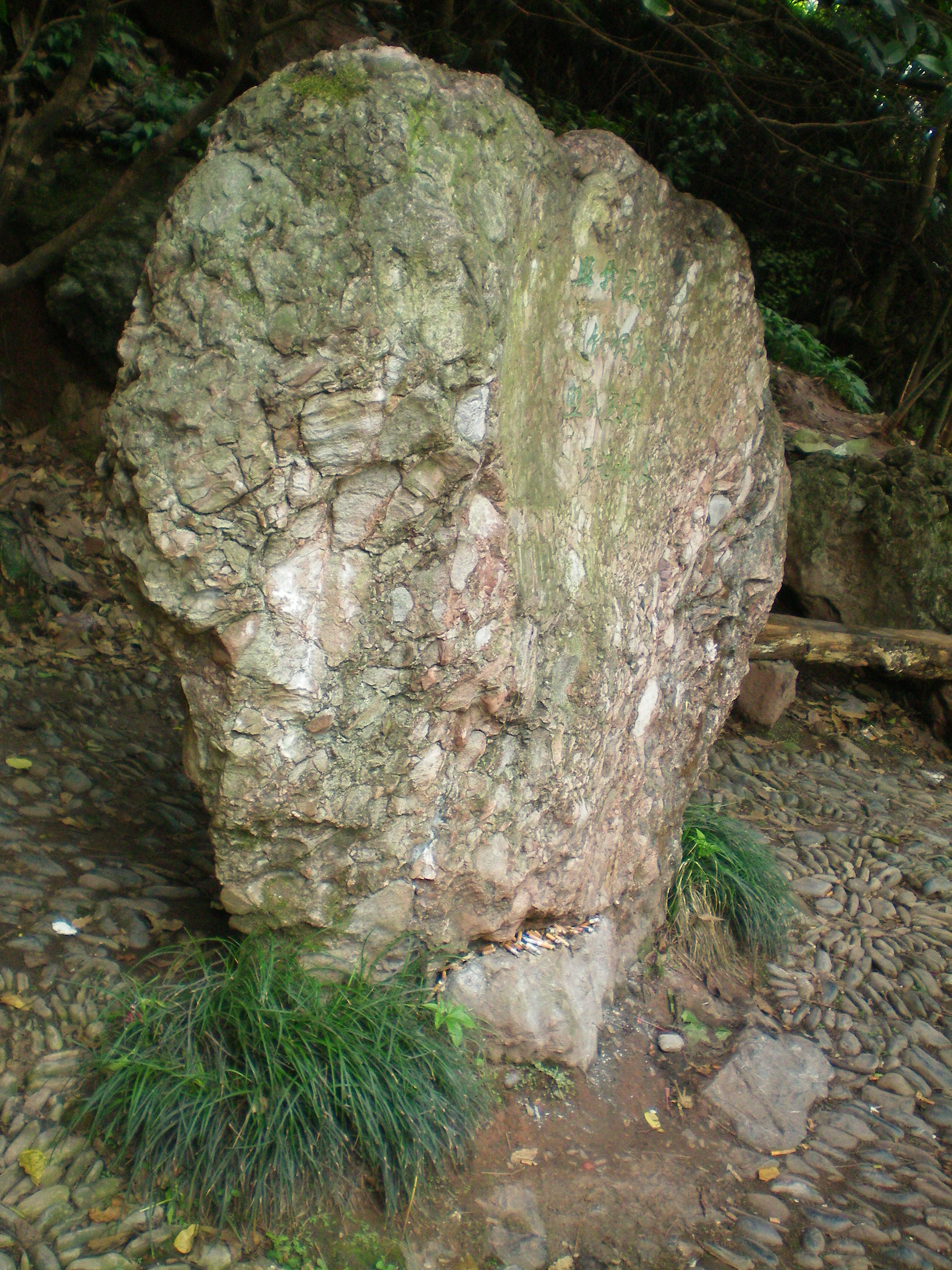
Могила Шен Congwen в провинции Хунань

В рассказах 1930-х на первый план чаще выходит интерес писателя к людям, живущим «по законам природы», — натурам волевым, нравственно стойким, порой необузданным. Возникает противопоставление этих «естественных», даже «диких» людей, преимущественно сельчан, и людей «цивилизованных», «ученых», представляющих городскую культуру, наделяемую большей частью негативными свойствами. Впервые наглядно это проявилось в рассказе «Шэньши ды тайтай» («Жена помещика», 1930), получило развитие в «Хуцзы» («Тигренок», 1932), «Ба цзи ту» («Восемь скакунов», 1935) и повести «Бянь чэн» («Пограничный городок», 1936). Излагая житейскую историю о незадавшейся любви юной Цуйцуй и о стараниях пожилого хозяина рыбацкой пристани Шуньшуня выдать внучку за начальника дружины самообороны, писатель создает тонкие психологические портреты героев, давая почувствовать неблагоприятное влияние на их судьбы распространяющихся в об-ве «современных» меркантилистских взглядов. Признавая художественные достоинства повести, левая критика упрекала писателя в недооценке фактора классовой борьбы. Шэнь Цунвэнь отклонил упрек, утверждая, что «классовая природа» человека далеко не исчерпывает его внутренней сущности. Придерживаясь такой позиции, он не вступал во влиятельные литературные объединения левого направления и не проявлял политической активности, но в своем творчестве не обходил молчанием социальные проблемы, создавая впечатляющие образы людей, обиженных жизнью. Обличал он и «высшие слои» общества с их лицемерием и духовной пустотой.

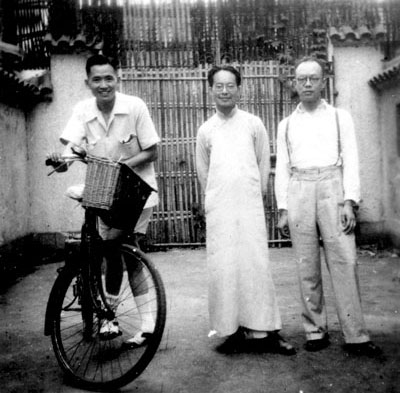
Гу Чуан, Шэнь Цунвэнь и Чжоу Югуан в 1946 году

Годы войны сопротивления Японии писатель провел в глубоком тылу, в Юньнани, куда эвакуировался с учебными заведениями, в которых работал. Основными его жанрами становятся эссеистика и публицистика. Вернувшись в Пекин после войны, он возобновил преподавание в Пекинском университете, а также сотрудничество в литературных приложениях к ряду ведущих печатных органов. В 1948 вышла первая часть романа «Чан хэ» («Длинная река») о жизни хунаньской деревни накануне антияпонской войны. Книга появилась в разгар войны гражданской, когда в стране уже шла аграрная реформа, коренным образом меняющая жизнь деревни. Работа над историческим сюжетом была сочтена «не соответствующей духу эпохи». Шэнь Цунвэнь приветствовал победу революции, несколько лет выступал в печати преимущественно с публицистическими откликами на происходящие в стране события; одновременно он начинает научно-исследовательскую работу в области искусствоведения, сотрудничая в Историческом музее Китая, музее Гугун, а с 1981 — в Академии общественных наук. Результатом исследований был выход в свет работ по прикладному искусству Древнего Китая (предметом изучения были ткани, металлические зеркала, история костюма). Литературную деятельность Шэнь Цунвэнь завершил в 1957 году, подготовив к печати том своих избранных произведений в новой редакции.
Шень Цунвэнь скончался от сердечного приступа 10 мая 1988 года в Пекине в возрасте 85 лет. Несмотря на политическую реабилитацию перед смертью, государственные СМИ Китая молчали о его смерти. Через четыре дня был опубликован однострочный некролог, в котором его называли «известным китайским писателем» и не упоминали о политических проблемах, важности его работ для китайской литературы. Американская газета The New York Times опубликовала подробный некролог, описывающий его как «писателя, автора коротких рассказов, лирика и страстного поборника литературной и интеллектуальной независимости».